# Hyphessobrycon
Genre
Hyphessobrycon est un genre de poissons américains de la famille des Characidés, communément appelés Tétra.

## Synonyme
- Megalamphodus Eigenmann, 1915

## Liste des espèces

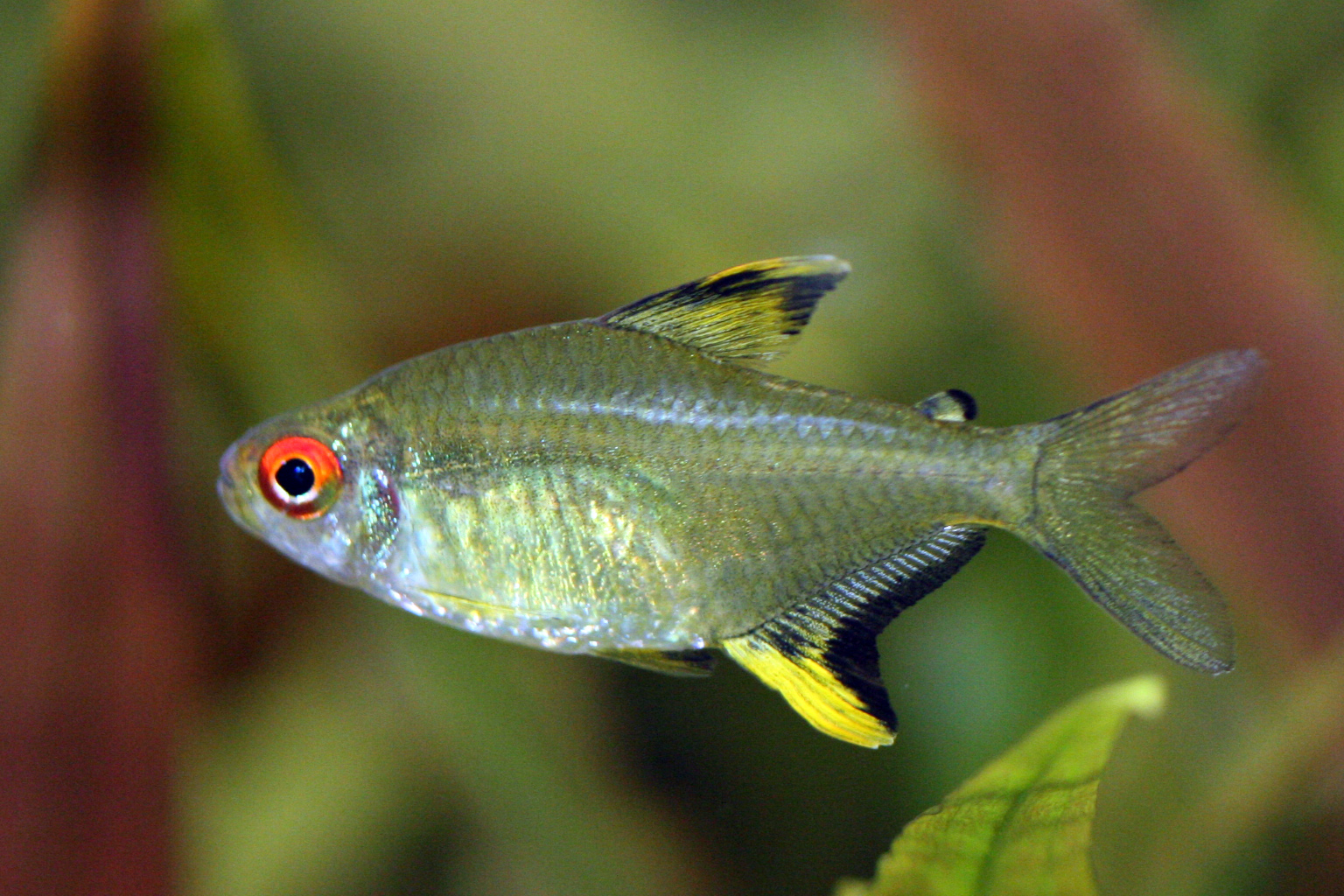
Hyphessobrycon pulchripinnis

Selon FishBase (10 juin 2015):
En 2017, 2 nouvelles espèces ont été décrites (Zootaxa):
- Hyphessobrycon ericae Moreira & Lima
- Hyphessobrycon wosiackii Moreira & Lima